# Anisobas malaisei
Anisobas malaisei là một loài tò vò trong họ Ichneumonidae.